# Обершенег
Обершенег (њем. Oberschönegg) општина је у њемачкој савезној држави Баварска. Једно је од 52 општинска средишта округа Унтералгој. Према процјени из 2010. у општини је живјело 958 становника. Посједује регионалну шифру (AGS) 9778184.

## Географски и демографски подаци
Обершенег се налази у савезној држави Баварска у округу Унтералгој. Општина се налази на надморској висини од 630 метара. Површина општине износи 18,3 km². У самом мјесту је, према процјени из 2010. године, живјело 958 становника. Просјечна густина становништва износи 52 становника/km².